# Kater Demos
Kater Demos war ein deutsches Politikmagazin, mit dem Untertitel Das utopische Politikmagazin. Das Magazin erschien ca. halbjährlich und wurde vom Deutschen Pressevertrieb (DPV) deutschlandweit (sowie in Österreich, der Schweiz und Luxemburg) vertrieben. Die über 40-köpfige Redaktion hatte ihren Hauptsitz in Berlin. Das Magazin wurde 2015 gegründet, es erschienen bisher Ausgaben zu „Demokratie“, „Arbeit“, „Medien“, „Überwachung“ und „Das Fremde“. Das Magazin verzichtet, branchenunüblich, komplett auf Werbeeinnahmen und finanziert sich stattdessen über Spenden (Crowdfunding), Einzelverkäufe und Abonnements, wodurch es auch nicht IVW-geprüft ist. Mit der Veröffentlichung der fünften Ausgabe am 4. Mai 2018 ist das Magazin zum vorerst letzten Mal erschienen.

## Inhalte
Das monothematische Printmagazin behandelt in jeder Ausgabe gesellschaftliche Megathemen aus einer kritisch-analytischen Perspektive. Neben der reinen Analyse des Status quo skizziert Kater Demos im Sinne des Konstruktiven Journalismus politische Ideen und Utopien für die Zukunft, vergleichsweise dazu gibt es nur das Online-Magazin Perspective Daily. Das Magazin richtet sich dabei an ein explizit junges Publikum.
Jede Ausgabe besteht zur Hälfte aus wiederkehrenden Rubriken wie: Raketenstart (Eingangsessay), Über den Tellerrand (Auslandsbericht), Der Rote Faden (eine Artikelreihe über das ganze Heft verteilt), Katers Utopie (Epilog), Denkarium (Persönliche Kommentare aus dem Team), Alles für die Katz (Zerstreuung) oder Und jetzt kommst Du! (Handlungsideen für die Leser). Die anderen Texte laufen ohne Rubrik.

## Release
Das Magazin wurde im September 2015 auf der Indiecon, dem Festival für unabhängige Magazine, dem deutschen Branchentreffen für Independent-Magazine, erstmals der Fachöffentlichkeit von den Gründern Franziska Teubert und Alexander Sängerlaub präsentiert.

## Kritiken
Das Magazin wurde sehr wohlwollend von verschiedenen Medien besprochen.
So schrieb Annette Zoch in der Süddeutschen Zeitung, dass Kater Demos trotz Cat-Content ein sehr ernsthaftes Heft sei, dass tagelang mit herumgetragen werden möchte, um an den Gedanken, denen man länger nachgehen möchte, Eselsohren zu verleihen. Politisch verortete sie das Magazin so:
„Die viel beschriebene und viel kritisierte Generation Y macht sich intensiv Gedanken darüber, in welcher Gesellschaft sie leben möchte, ob die Ideale ihrer Eltern noch die eigenen sind. Womöglich würde Bernie Sanders, wäre er des Deutschen mächtig, auch Kater Demos lesen, das „utopische Politikmagazin“, das sich an eben diese Generation richtet.“
Das Branchenmagazin Treibstoff kommentierte:
„Kater Demos heißt der neue Hoffnungsträger der deutschen Politblätter.“
Für die Wochenzeitung Der Freitag schrieb Claudia Reinhard auf der Onlinepräsenz der Zeitung in einem Überblick zu Magazinen, die sich vorrangig über Crowdfunding finanzieren:
„Mit Kater Demos ist der Markt um ein wunderbares Politikjournal für junge Leute reicher geworden.“